# Albert Longchamp
Pour les articles homonymes, voir Longchamp.
Albert Longchamp, né le 31 août 1941 à Échallens et mort le 4 août 2022 à Genève, est un prêtre catholique, jésuite, journaliste et écrivain suisse. 
Il a été rédacteur en chef de l'Écho magazine, puis provincial de la Compagnie de Jésus pour la Suisse avant de reprendre la direction de la revue jésuite Choisir, éditée à Carouge.

## Biographie
Les parents d’Albert Longchamp étaient menuisier et couturière[réf. nécessaire]. 
Albert Longchamp est admis comme novice jésuite en 1962, peu après avoir obtenu son baccalauréat au collège des bénédictins d’Engelberg (canton d’Obwald). Il s’engage durant un an dans le mouvement ATD Quart monde, à La Courneuve en banlieue parisienne, dans l’idée de devenir prêtre ouvrier. Cependant ses supérieurs le dirigent vers le journalisme. Il est membre du comité de l'Agence de presse internationale catholique.
Il suit des études de philosophie à Pullach (Munich) et en théologie à Lyon ; il obtient également une licence en lettres et une maîtrise en sociologie dans cette ville.
Le 30 juin 1973, il est le premier jésuite ordonné prêtre en Suisse après la levée de l'article 51 de la Constitution suisse, l'un des articles d'exception qui interdisait la Compagnie de Jésus dans le pays. Collaborateur pour la revue française Témoignage chrétien, il rejoint la revue Choisir en 1977[réf. nécessaire]. 

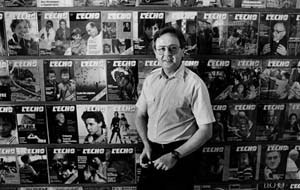
Albert Longchamp en 1988 (Erling Mandelmann).

En 1985, il devient rédacteur en chef de l'hebdomadaire l'Écho illustré (devenu Écho magazine), puis en octobre 2005, il est nommé provincial de la Compagnie de Jésus pour la Suisse. Il a aussi dirigé pendant une dizaine d’années Foi et développement (devenu Développement et civilisations, mensuel édité à Paris).
Albert Longchamp quitte son poste de provincial en avril 2009, remplacé par Pierre Emonet, et, en septembre 2009, il se rend plusieurs mois à Montréal au Canada dans une clinique pour soigner un problème d'alcoolisme et un burn-out,.
Après son retour à Genève, il témoigne dans les médias de sa maladie ; il explique que la charge de sa fonction de provincial de la Compagnie de Jésus pour la Suisse s'est révélée très lourde, en particulier en raison de tensions entre les membres et avec le Vatican, le conduisant à boire de plus en plus. En 2007, il vit un événement personnel qui aggrave sa maladie : au moment d'affaires de pédophilie dans l'Église, et alors que sa famille est concernée, sa sœur dont il était très proche se suicide. En 2009, alors qu'il est dans le déni de sa maladie, ce sont ses supérieurs qui le forcent à partir au Canada pour se soigner. Il témoigne ensuite de son parcours dans un livre, « Renaissance : l'alcool ou la vie ».
À partir de 2010, il devient directeur de la revue Choisir, poste qu'il quitte en 2013 au moment de son départ à la retraite.

## Censure concernant l'Opus Dei
En 1981, la revue Choisir publie une étude non-signée (mais écrite par Pierre Emonet) sur l'Opus Dei. Albert Longchamp, alors directeur, se voit sommé, sur demande du Secrétaire d'État du Vatican, de ne plus s'exprimer en public à ce sujet, une interdiction qui ne sera levée qu'en 2003.

## Œuvres
- Les Jésuites : Histoire de pouvoirs, avec Alain Woodrow. Jean-Claude Lattès, 1984  (ISBN 2-01-018110-7)
- L'honneur perdu des évêques argentins : la collaboration des évêques catholiques dans la pratique des disparitions forcées et de la torture, avec Alain Perrot et Sylvain de Pury, Genève, Association internationale contre la torture - Section Suisse, 1987, 86 p.
- Petite vie de saint Ignace de Loyola, Desclée de Brouwer, 1989  (ISBN 2220027406)
- L'Église, qu'est-ce que c'est ?, Bayard/Centurion, 1992  (ISBN 2227362227)
- L'Acte de mémoire : 50 ans après la déportation, avec Jacques Sommet, L'Atelier, 1995  (ISBN 2708231456)
- Petite vie de Anne de Xainctonge, Desclée de Brouwer, 1999  (ISBN 2220043215)
- Renaissance : l'alcool ou la vie, Ouverture, 2014  (ISBN 9782884133128)